# Фридрих V (бургграф Нюрнберга)
Фридрих V (нем. Friedrich V. von Nürnberg; до 3 марта 1333 — 21 января 1398) — бургграф Нюрнберга из дома Гогенцоллернов.

## Жизнь
Фридрих был старшим сыном Иоганна II и Елизаветы Геннебергской.
7 сентября 1356 года Фридрих V женился на Елизавете Мейсенской, дочери маркграфа Фридриха II Мейсенского.
После смерти своего отца в 1357 году он получил титул бургграфа. С этого времени в его обязанности входит обеспечение безопасности стратегически важного замка Нюрнберг. Фридрих поддерживал тесную дружбу с императором Карлом IV, который официально подтвердил права Гогенцоллернов на Ансбах и Байройт, а также даровал Фридриху титул имперского князя в 1363 году.
В 1397 году он разделил свои территории между своими сыновьями: Иоганном и Фридрихом и через год после раздела умер.
Старший сын Фридриха, Иоганн стал первым маркграфом Бранденбург-Кульмбаха. Второй его сын, Фридрих, стал следующим бургграфом Нюрнберга, а также первым маркграфом Бранденбург-Ансбах. Фридрих также стал первым Гогенцоллерном из курфюрстов Бранденбурга.